# Konrad Lühder
Konrad Lühder (* 17. Oktober 1931 in Stralsund; † 2013) war ein deutscher Chemiker und Hochschullehrer, der besonders auf dem Gebiet der Polymerelektrolyte forschte und publizierte.

## Leben
Er war der Sohn von Erich Lühder und dessen Ehefrau Katharina geborene Caesar. Nach dem Schulbesuch studierte er bis 1959 an der Universität Greifswald, wo er u. a. ein Schüler von Gerhard Bähr war und das Diplom ablegte. Im Anschluss wurde er wissenschaftlicher Assistent und später Oberassistent an der Sektion Chemie der Ernst‐Moritz‐Arndt‐Universität Greifswald. Am 31. Januar 1964 promovierte er an der dortigen Mathematisch-naturwissenschaftlichen Fakultät. Das Thema seiner Dissertation lautete Ein Beitrag zur Chemie der Alkalimetalladdukte des 2,2'-Dipyridyls. Ab 1973 war er dort auch als Dozent tätig. 1982 habilitierte er sich mit der ein Jahr zuvor vorgelegten Dissertation B zum Thema Eigenschaften und Hydrierverhalten von Ziegler-Katalysatoren mit Cobaltverbindungen und Magnesiumdialkylen als Komponenten. 1985 entwickelte er mit Kurt Madeja eine automatische, registrierende Gasmessapparatur, die einfach aufgebaut und daher relativ leicht handhabbar war.
1992 erfolgte seine Ernennung zum außerordentlichen Professor für Anorganische Chemie. Als solcher gehörte er u. a. der Forschungsgruppe Polymerelektrolyte an. 1996 wurde Konrad Lühder emeritiert.

## Schriften (Auswahl)
- Ein Beitrag zur Chemie der Alkalimetalladdukte des 2,2'-Dipyridyls. Greifswald 1964.
- Eigenschaften und Hydrierverhalten von Ziegler-Katalysatoren mit Cobaltverbindungen und Magnesiumdialkylen als Komponenten. Greifswald 1981.
- (mit Kurt Madeja): Eine rationelle Methode zur Verfolgung gasverbrauchender Reaktionen. In: Wissenschaftliche Zeitschrift. Mathematisch-Naturwissenschaftliche Reihe, Ernst-Moritz-Arndt-Universität Greifswald, 1985, S. 23ff.
- (mit Harry Füllbier): Zur Reaktion der Alkalimetalle mit Pyridin und seinen Substitutionsprodukten. In: Zeitschrift für Chemie 1988, S. 402–404.